# Miconia codonostigma
Miconia codonostigma är en tvåhjärtbladig växtart som beskrevs av Henry Allan Gleason och John Julius Wurdack. Miconia codonostigma ingår i släktet Miconia och familjen Melastomataceae.
Artens utbredningsområde är Colombia. Inga underarter finns listade i Catalogue of Life.